# Блатница
 Тази статия е за селото в Южна България.  За реката вижте Блатница (река).  
Блатница е село в Южна България. То се намира в община Стрелча, област Пазарджик.

## География
Село Блатница се намира в Южна България между селата Смилец и Овчеполци. След 17 км можете да посетите Стрелча. Надморската височина е 319 метра.

## История
До 1934 г. село Блатница се нарича Саръгьол (Жълто езеро). Жителите на селото са били участници в Априлското въстание 1876 г. и във Втората световна война (1939-1945). Селото изпраща свой представител на Оборищенското събрание – Иван Нейков .

## Религия
Населението на Блатница изповядват християнството.

## Редовни събития
Всяка година на 24 май се провежда събор на селото.

## Личности
Антон Тропчев (1 октомври 1924 – 8 септември 2003) – партизанин от Партизанска бригада „Георги Бенковски“.
След освобождението завършва специалност „Международни финанси и кредит“ в Москва, СССР.
Работи на ръководни длъжности в БНБ (Българска Народна Банка), ДСК (Държавна Спестовна каса) и ЦК на БКП.
Представлява в продължение на два мандата Народна република България в Международната банка за икономическо сътрудничество към СИВ, Москва, СССР от основаването и през 1963 година.